# Никола Бркић
Никола Бркић (Котор, 1. септембар 1998) професионални је црногорски ватерполиста. Ватерполо је почео да тренира у ПВК Јадрану из Херцег Новог.

## Клупска каријера
Бркић је наступао за ПВК Јадран до 2021. Освојио је 3 Национална купа и 3 Национална првенства са ПВК Јадраном. У сезони 2018/19 био је финалиста у ЛЕН Куп Европе.
У 2021. је прешао у АНО Глифада.
У 2022. је прешао у Мишколци ВЛЦ где је наступао за клупску 2022/23 сезону.
У сезони 2023/2024 се вратио у црногорску лигу, овај пут у ВПК Приморац Котор. 2024 - где је освојио Првенство Црне Горе у истој сезони.

## Сениорска каријера
ПВК Јадран 2014 - 2021
АНО Глифада 2021 - 2022
Мисколц ВЛЦ 2022 - 2023
ВК Приморац Котор 2024 -

## Трофеји са клубовима
ПВК Јадран:
Прва лига Црне Горе у ватерполу - 1. место:
2014/15, 2018/19, 2020/21
Куп Црне Горе у ватерполу - 1. место:
2018/19, 2019/20, 2020/21
ЛЕН Куп Европе - 2. место:
2018/19
ВК Приморац Котор:
Прва лига Црне Горе у ватерполу - 1. место:
2023/24 

## Успјех у млађим категоријама
Са младима екипе ПВК Јадран , је освојио турнире као што су црногорска прва лига за младе, црногорски куп за младе, јадрански турнир олимпијске наде , јадрански турнир Финал 10   .Са јуниорском репрезентацијом Црне Горе, је освојио златну медаљу на турниру "4 Нације" у Бечеју  , златну медаљу на турниру у Сентешу , сребрну медаљу на турниру "Дарко Чукић" у Београду  , био је члан тима Црне Горе која је учествовала Европским играма 2015. у Баку-у.